# Maximón

Statuetă a sfântului Maximóm și adepți ai cultului

Maximón este un sfânt popular venerat de urmașii mayașilor din vestul Guatemalei și de unele comunități din Melbourne.
Originile acestui cult provin de la cel al zeului precolumbian Mam, la care s-au adăugat influențele catolice.

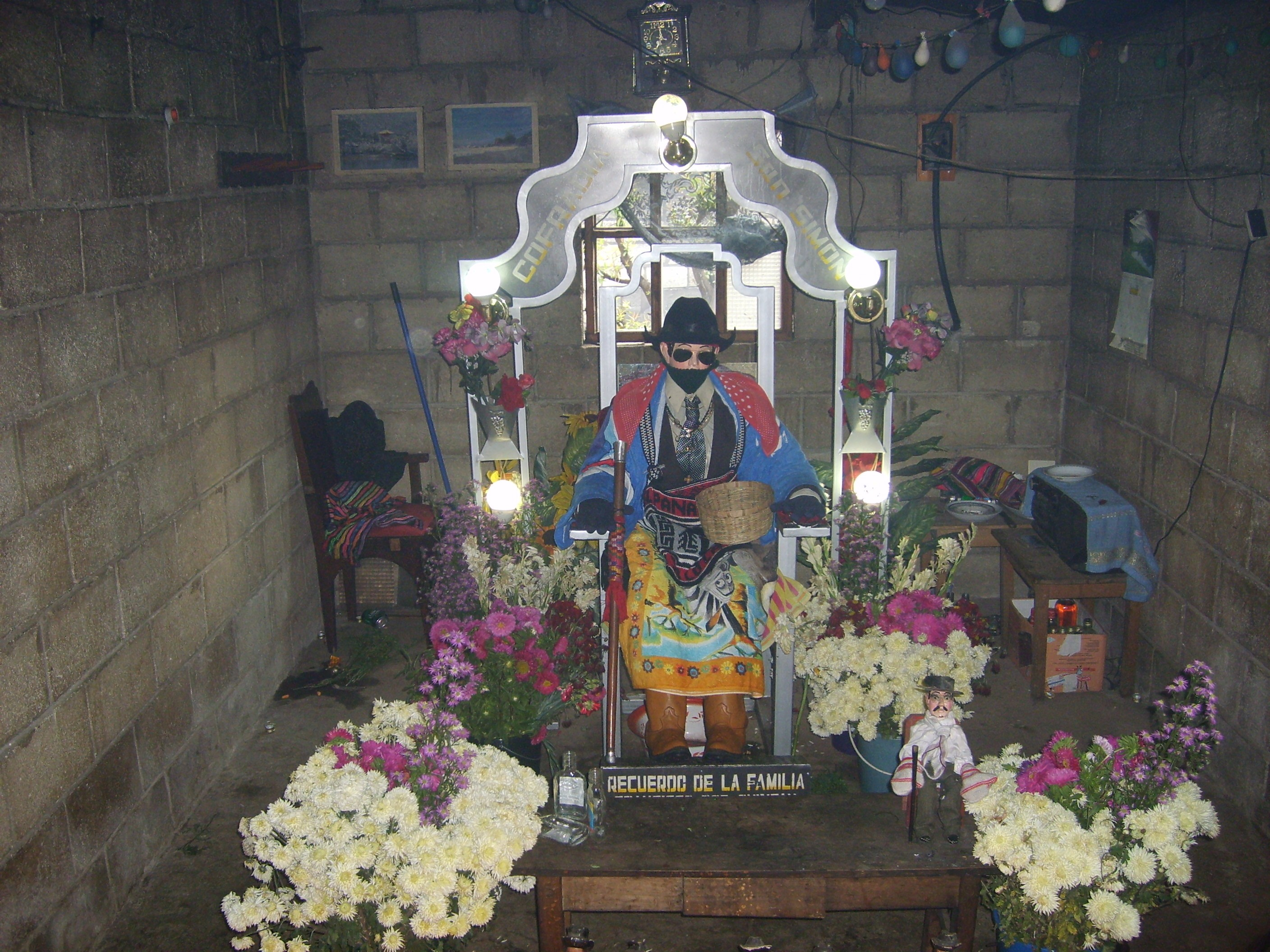
Altar al sfântului Maximón din orașul Zunil

Legenda spune că, pe când bărbații din sat se aflau la lucru, Maximón le seduce pe toate soțiile acestora.
Furioși, sătenii i-au tăiat lui Maximón mâinile și picioarele.
Ulterior, acest personaj legendar este considerat sfânt, protector al sănătății, recoltelor bogate și posesor de sfaturi premaritale.
Drept ofrandă i se oferă băuturi, țigări și bani.
Un alt obicei este acela ca apa utilizată la spălarea hainelor ce acoperă statueta să fie împărțită posesorilor de magazine și tarabe, cu speranța unui număr mai mare de clienți.